# Room Full of Mirrors
Room Full of Mirrors er en biografi om musiklegenden Jimi Hendrix, der udkom på dansk i 2006. Bogen er skrevet af rockmusik-journalisten Charles R. Cross og fik gode anmeldelser.